# Wilhelm Schulz (Bergbauingenieur, 1805)

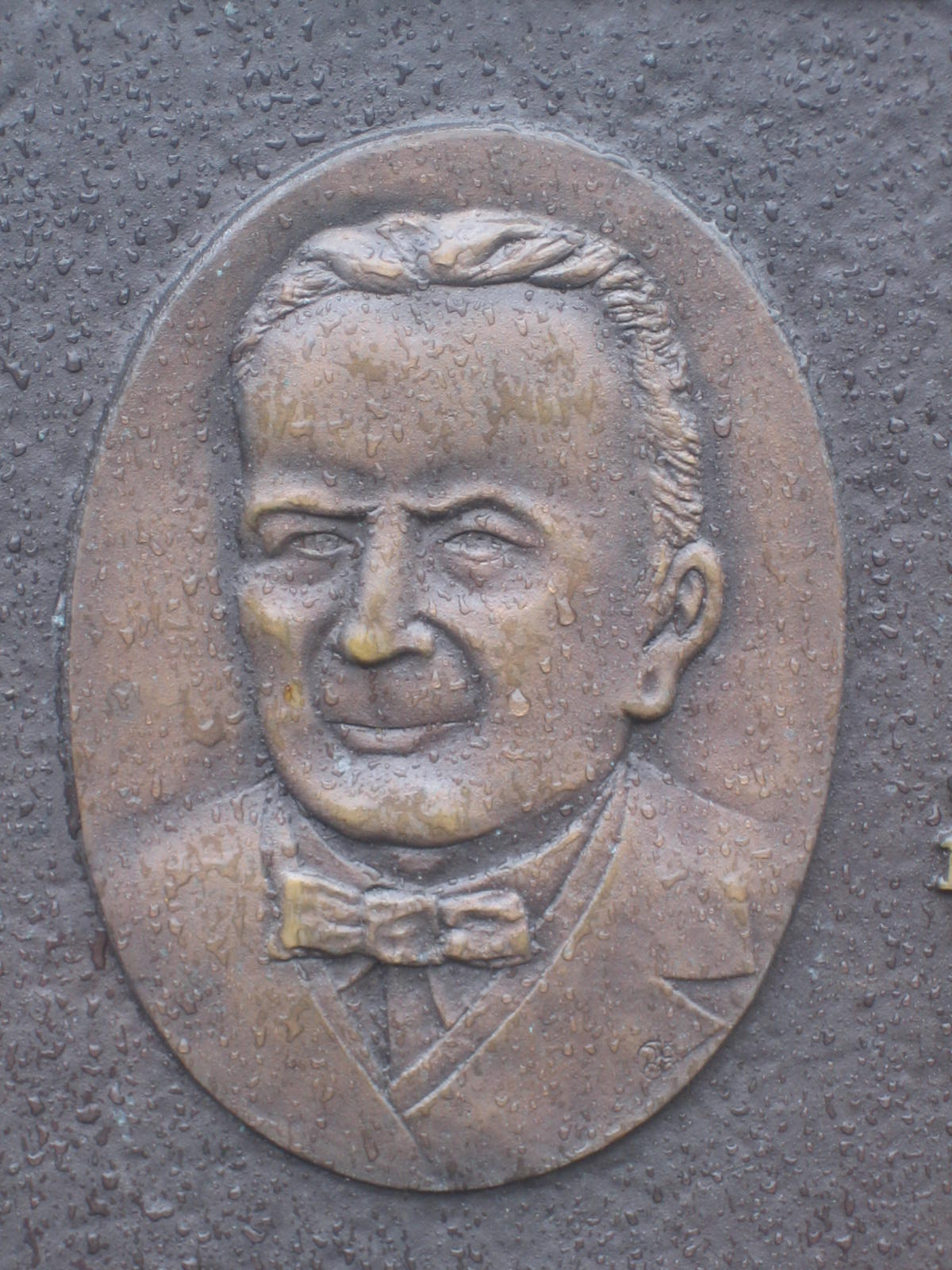
Bildnis am Denkmal für Wilhelm Schulz in Dörnberg

Wilhelm Phillip Daniel Schulz (auch Guillermo Schulz, * 6. März 1805 in Dörnberg im Habichtswald; † 1. August 1877 in Aranjuez, Spanien) war ein deutsch-spanischer Geologe und Bergbauingenieur. Er war in verschiedenen spanischen Provinzen als Pionier der Geologie und des Bergbaus tätig.

## Leben
Im August 1826 siedelte er nach Spanien um. 1830 wurde Wilhelm Schulz zum Kommissar des spanischen Bergbaus berufen. 1833 wurde er Inspektor in der Direktion Galicien und Asturien. Während dieser Zeit erarbeitete er grundlegende Schriften zum spanischen Bergbau und Kohlebergbau. 1844 wurde er zum Oberinspektor in Asturien berufen.
Die spanische Königin Isabella II. zeichnete ihn 1849 für seine Verdienste aus. Von 1854 bis 1857 war er Professor der Bergbauakademie in Madrid. Danach wurde er Präsident einer Kommission, die die Aufgabe hatte, eine geologische Bodenkarte für Spanien zu erstellen. Mit dieser Karte sollten die Bodenschätze Spaniens aufgezeichnet werden, um diese wirtschaftlich abbauen zu können. 1857 wurde er Vize-Präsident des Geologischen Instituts in Madrid.
Schulz erwarb sich hohe wissenschaftliche Anerkennung und Verdienste um die Entwicklung des spanischen Bergbaus. Wilhelm Schulz starb im Alter von 72 Jahren in Aranjuez in Spanien.
Ein Denkmal in seinem Geburtsort Dörnberg erinnert seit 2005 an das Wirken von Wilhelm Schulz. In den asturischen Städten Gijón, Oviedo und Mieres sind Straßen nach ihm benannt.